# Cima (California)
Cima è una piccola comunità non incorporata all'interno del Deserto del Mojave nella Contea di San Bernardino in California. La comunità è posta su un passo di montagna sul confine tra la Ivanpah Valley ed il bacino del Mojave River ad un'altitudine di 1273 metri (pari a 4175 piedi).
Le Ivanpah Mountains e la Interstate 15 sono a Nord, le New York Mountains ad Est e le Providence Mountains a Sud.
A Nord-ovest si trova il Cima Dome & Volcanic Field National Natural Landmark al cui interno spicca la montagna Cima Dome che raggiunge un'altitudine di 1751 metri.
Cima venne fondata nel 1906 come area di supporto alla ferrovia e come centro di commercio per ranchers e minatori.
Oggi poche persone vivono nell'area e, come la città vicina Kelso, viene considerata una Città fantasma..
Secondo il censimento del 2000 gli abitanti erano 21. A Cima è tuttavia ancora presente un ufficio postale che ha Zoning Improvement Plan 92323.